# A passo di fuga
A passo di fuga (Hot Pursuit) è una serie televisiva statunitense trasmessa per la prima volta nel 1984. La serie è conosciuta negli USA anche con il sottotitolo Mr. and Mrs. Fugitive. La serie stabilì un record negativo ottenendo i peggiori ascolti per una trasmissione in prima serata della NBC per la stagione 1984-1985.

## Trama
I coniugi Kate e Jim Wyler sono una coppia felice. Un giorno lei, dipendente nel settore automobilistico, subisce la avances del suo capo. Ciò fa ingelosire la moglie di quest'ultimo, Estelle Modrian, che organizza l'omicidio dell'uomo con una sosia di Kate. 
A questo punto inizia la fuga dei due, con una rocambolesca evasione dell'accusata, liberata in extremis dal marito, alla ricerca della misteriosa donna-sosia.

## Episodi
| Stagione       | Episodi | Prima TV originale | Prima TV Italia |
| -------------- | ------- | ------------------ | --------------- |
| Prima stagione | 12      | 1984               | 1986            |